# Klövjeförband

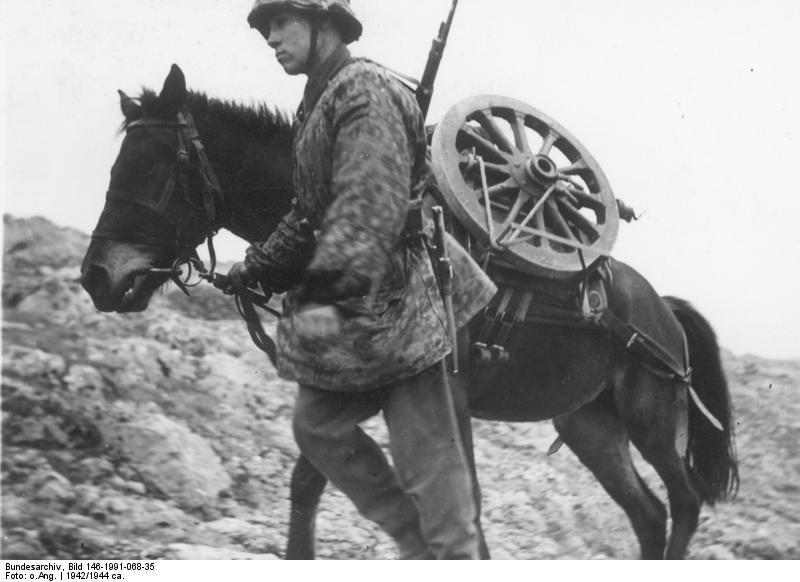
Tyskt klövjat bergsartilleri under utbildning under andra världskriget

Klövjeförband är militära förband där pjäser, annan materiel eller förnödenheter fortskaffas genom klövjning på hästar, mulor eller andra klövjedjur.

## Andra världskriget
Redan under första världskriget och mellankrigstiden hade tyska och österrikiska bergsjägarförband försetts med klövjehästar för att öka rörligheten. Vid andra världskrigets utbrott utrustades de tre tyska bergsdivisionerna med klövjedjur; 1. bergsdivisionen med klövjemulor och de två övriga med klövjehästar. I augusti 1942 insattes den tyska bergsarmékåren i alpterräng i Kaukasus. För att komma igenom de höga passen rekvirerades fyra- till femtusen panjehästar (lokala hästar) vilka användes som klövjedjur.

## Moderna klövjeförband
De tre tysktalande alpländernas bergsjägare använder sig fortfarande av klövjeförband i begränsad utsträckning. Dessutom har Afghanistankriget gett klövjeförbanden en renässans. De italienska alpjägarna, till exempel, förlorade sina sista klövjemulor 1993, men i Afghanistan har de improviserat fram sådana förband med hjälp av inhemska klövjedjur och lokalt rekryterade förare.

### Schweiz
I den nya schweiziska arméorganisationen, Armee XXI ingår fortfarande klövjförband. Ett kompetenscentrum för veterinärtjänst och armédjur har inrättats med ansvar för militärveterinärväsende, klövjeförband och hundutbildning. Det består av fyra aktiva klövjekolonner med 102 klövjehästar av rasen Freiberger och fem ridhästar. I den nya mobiliseringsorganisationen ingår 650 klövjedjur och 60 ridhästar.

### Tyskland
I Bundeswehr återupprättades klövjeförbanden för bergsjägartrossen 1958. Sedan 1981 är bergsklövjekompani 230 i Bad Reichenhall det enda tyska förband med hästar. Kompaniet ombildades 1993 till ett insats- och utbildningscentrum för bergsklövjedjur (EAZ 230). Klövjedjuren är till 1/3 Haflinger och till 2/3 mulor.

### USA
De amerikanska klövjeförbanden för 10. bergsdivisionen lades ned på 1950-talet. Improviserade klövjeförband organiserade av amerikanska specialstyrkor började dock användas i Afghanistankriget sedan 2001. Som ett tecken på klövjeförbandens förnyade betydelse kan ses att ett nytt amerikanskt tjänstgöringsreglemente för klövjedjurstjänsten togs fram 2004. Idag ges kurser för klövjedjursförare av marinkårens bergsstridscentrum (MCMWTC) i Bridgeport, Kalifornien.

### Österrike
Tre klövjekompanier tillkom i Bundesheer 1958 som transportmedel för apljägarförbandens försörjning med vapen, ammunition, förplägnad och annat. Sedan de tre kompanierna lagts ned 1971-1972 kvarstod fortfarande fyra klövjeplutoner. 1983 bildades en remontdepå i Hochfilzen. Idag använder Bundesheer klövjehästar i alpterräng av alpjägarförband från 6. jägarbrigaden. Personal och djur utbildas vid ett i 6. stabsbataljonen ingående Tragtierzentrum i Hochfilzen. Som klövjehästar används inhemska Haflinger.

## Bildgalleri

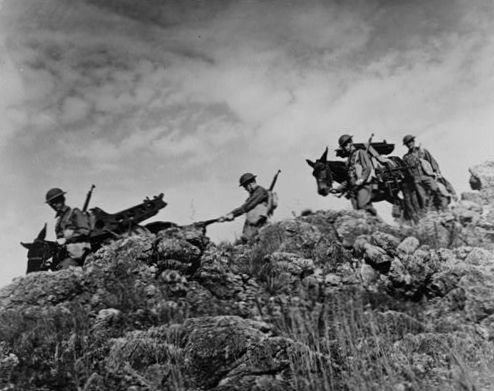
Amerikanskt klövjat bergsartilleri under utbildning under andra världskriget.
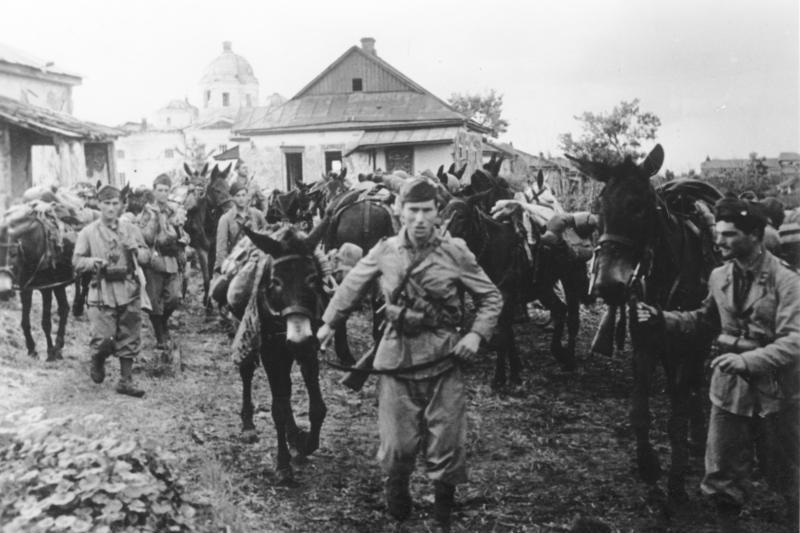
Italiensk klövjetross med mulor på östfronten 1942.
Amerikanskt klövjeförband under vadning i Burma 1944.
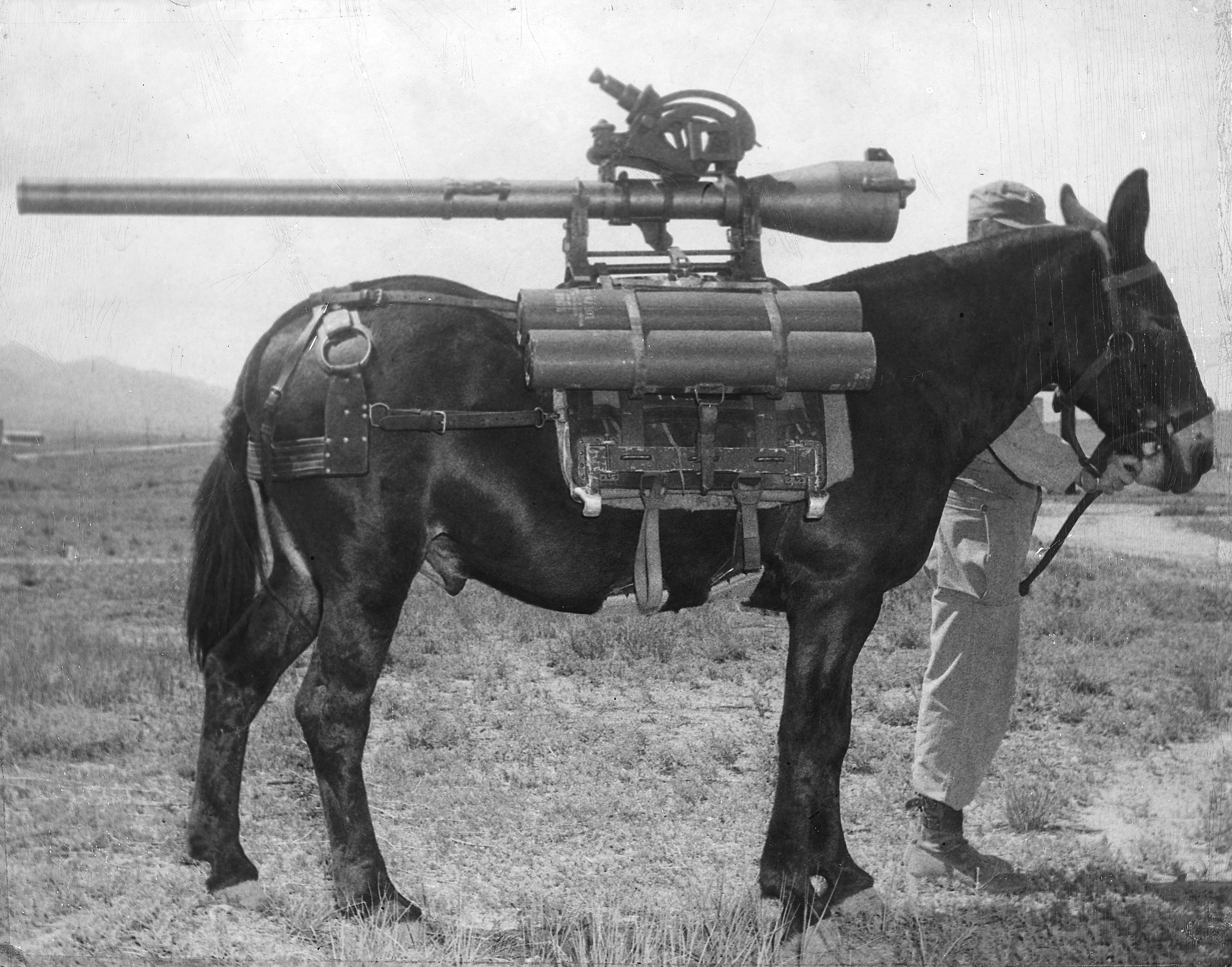
Rekylfritt artillerieldrör buret av klövjemula.
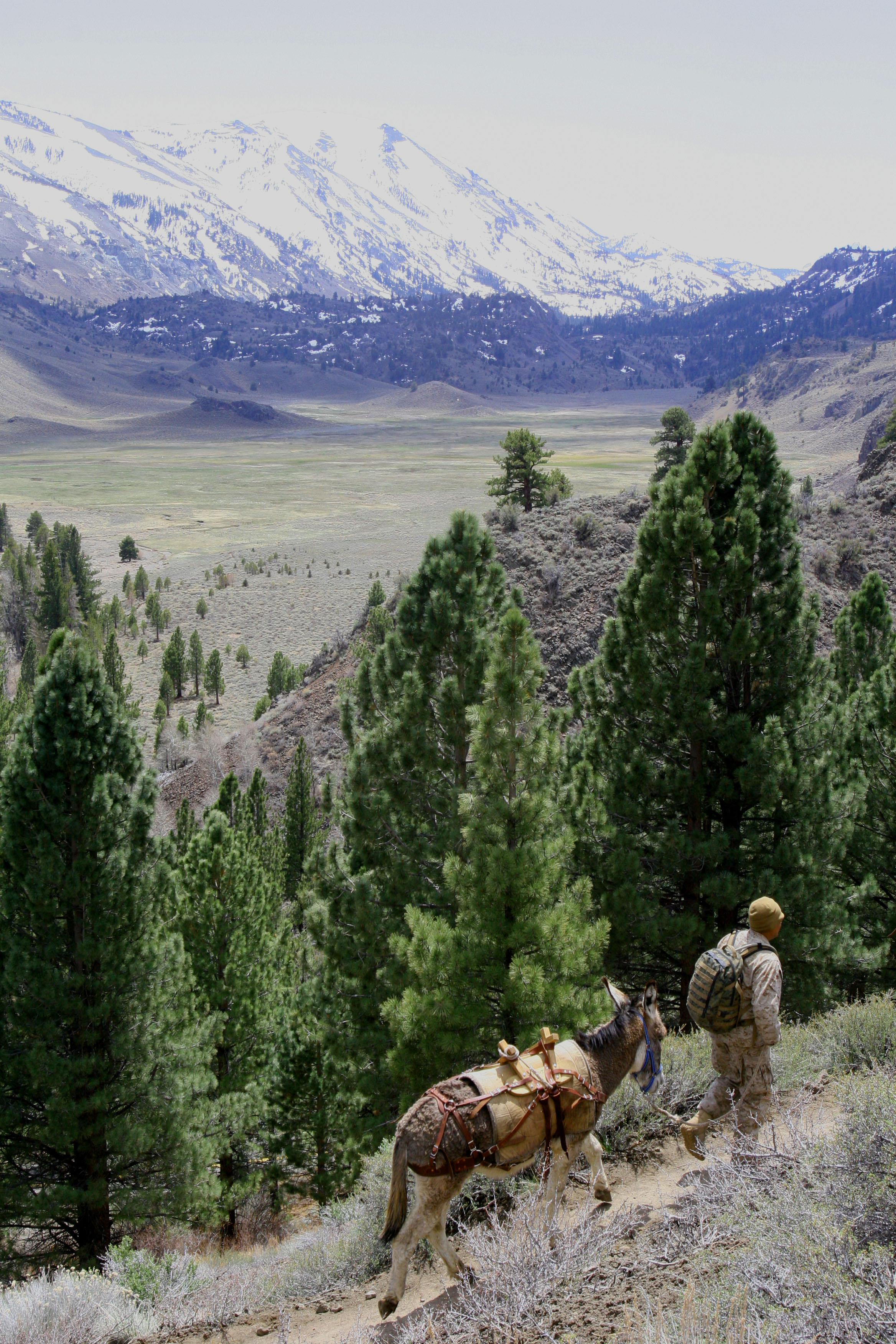
Specialförbands- soldat från den amerikanska marinkåren med klövjemula 2009.
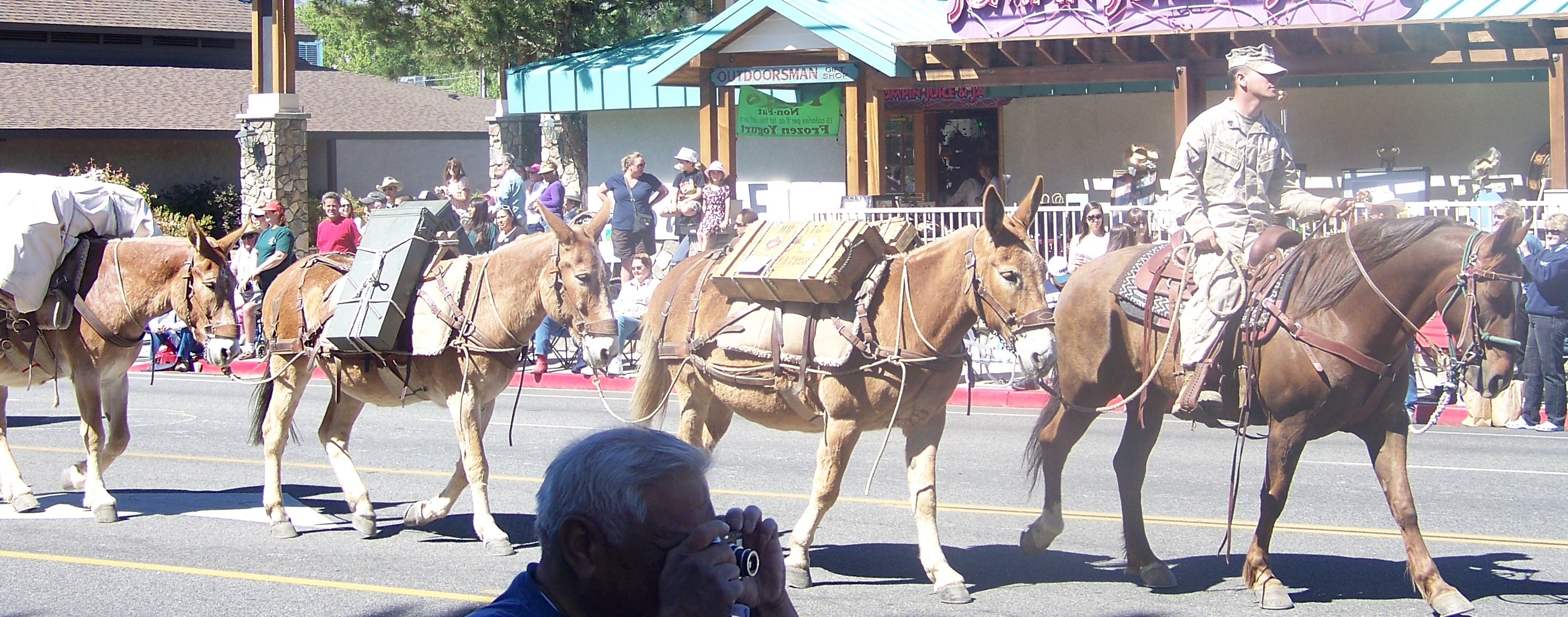
Amerikanska klövjemulor leds av en beriden soldat vid en uppvisning 2010.